# 鄭秀玲
鄭秀玲（1955年10月9日—）是臺灣臺北市出身的無黨籍政治人物與學者，研究領域為經濟學。曾任國立臺灣大學經濟學系系主任、教授和時代力量第九屆不分區立法委員，臺灣部份媒體稱她為媽媽教授。

## 早年
鄭秀玲在台灣大學經濟系畢業後，曾到貿易公司當一年的業務，後來去修讀土木研究所都市計畫組的碩士課程、參加公務人員高等考試建設人員考試及格後，受人推薦前往內政部營建署擔任薦任技士職務約三年時間。
後來前往美國進修博士學位之後留美工作，擔任美國壬色列理工學院科技政策中心資深研究員、美國壬色列理工學院管理學院助理教授、美國喬治梅森大學商學院助理教授，曾在美國華盛頓特區公共服務委員會擔任專家專任見證人。
回到國立臺灣大學社會科學院擔任研究發展分處主任，又兼任工業技術研究院顧問、台灣經濟研究院顧問。並受邀到行政院經濟建設委員會擔任教學與研究職、交通部等諮詢職務。曾任國立臺灣大學經濟學系專任教師、後升任為該系教授、系主任(101年8月1日至104年11月4日)。

## 從政
2016年中華民國立法委員選舉中被時代力量提定為全國不分區立法委員排名第三位，最後時代力量取得兩席不分區席次，鄭成為落選頭，未能成為立法委員。
2018年12月10日，點名要求中國國民黨主席吳敦義約束其黨員及黨團組織停止介入台大校長遴選，讓政黨退出校園，同時表態將退黨，但後經時代力量黨中央確認尚未完成退黨手續。2019年8月1日，鄭在補繳黨費後恢復黨籍。9月3日，時代力量不分區立委高潞·以用因助理涉違反利益迴避原則一案被開除黨籍，席次缺額由排名第三的鄭秀玲遞補當選，9月11日正式就職並完成剩餘約四個月半的任期。
2024年6月15日，宣佈退出時代力量，並公開點名昔日戰友黃國昌帶領的台灣民眾黨立院黨團與中國國民黨黨團的表現「像是自我膨脹的太上皇，蓄意刁難及扯後腿。」

## 政策與立場

### 反對少數財團把持新聞媒體
鄭秀玲與臺大新聞所教授張錦華、林麗雲、洪貞玲、臺大經濟系林惠玲、臺大國家發展所劉靜怡等學者參與公聽會，持續聯名投書警告指出，旺中集團、中信集團、國泰金控、外資（東森新聞）等少數財團的跨媒體收購將進一步收購新聞媒體，及該集團旗下頻道遭中國官方新聞置入等問題，並強調加快媒體反壟斷法立法進程之必要。

#### 憂心壹傳媒被併購
該案若通過會讓蔡衍明的旺中集團從媒體怪獸變成跨媒體巨無霸怪獸；施俊吉委員要求公平會接到申報後30日駁回，千萬不要拖到60日以附負擔、有條件通過說該案；學者林國彬要公平會弄清楚5大股東任何協議，有沒有股票優先購買權及質押權，以免股權過於集中在蔡衍明身上；學生代表要求公平會處理程序透明化，召開有法律效力的聽證會及預備聽證會，並於2周內訂出該案的審核標準，若公平會通過該案，學生將有更大的、全國性的抗議動作。

#### 反對旺中併購案，提「媒體怪獸論」
- 2011年9月，鄭秀玲及林惠玲兩位經濟學者參考德國媒體集中調查委員會（German Communication on Concentration in the Media, KEK）的計算方式，認為旺中併購若成案，將製造出一個恐怖的跨媒體巨獸，導致言論平台過度集中，嚴重違反臺灣社會民主多元的核心價值，威脅民眾的閱聽自由。[16][17][18]鄭秀玲亦於中天新聞台在旺中案走路工事件中以幫派流氓式的指控惡意扭曲事實後，聯名向NCC檢舉該台違反《衛星廣播電視法》，踐踏新聞專業，損害閱聽人權益[19]。

- 2012年2月，鄭秀玲參與澄社、台灣媒體觀察教育基金會、臺灣守護民主平台、張錦華、中研院法律研究所黃國昌等學術界、文化界與人權團體等於台灣連署資源運籌平台所發起「當中時不再忠實，我們選擇拒絕」之拒絕中時運動連署[20]，並批判中時集團先棄守基本的報導責任、選擇沉默以為老闆掩護、再發動重砲攻訐批評者之行徑，不但不平衡報導、亦不當處理涉己新聞、公器私用，嚴重違反新聞倫理，因而要求國家通訊傳播委員會嚴格審查該集團旗下頻道不專業的內部新聞自主機制等問題。[21][22]

- 2012年7月，鄭秀玲、台大新聞所教授張錦華、台大物理系榮譽教授楊信男、台大經濟系教授林惠玲、台大國發所教授劉靜怡、台大電機系教授林宗男、台灣新聞記者協會會長陳曉宜、政大法學院助理教授林佳和、中研院法律所副研究員邱文聰、中研院法律所副研究員黃國昌等學者與媒體代表共同發表「請以台灣為念 捍衛民主價值 守護新聞自由 －－ 反對媒體巨獸 NCC行動聲明」，並前往NCC提交提交要求駁回旺中併購案之請願書。[23][24][25]

- 2012年11月21日，台大經濟系教授鄭秀玲指控，旺中集團已擁有《中國時報》、《工商時報》等平面媒體及中視、中天新聞台等無線與衛星頻道，而有線電視系統業者握有頻道上下架與頻道位置的決定權，一旦購併中嘉集團而擁有系統台後，消費者從有線電視看到的內容，都將由旺中集團決定。另因中嘉旗下公司也代理TVBS、中天與Discovery等11個重要頻道，購併後又控制許多頻道，恐處於不公平競爭狀態[26]。

- 2013年5月，鄭秀玲等投書表示《反媒體壟斷法》應以市佔率為基準，政府只管制具市場主導影響力的業者，並納入獨立編審與編輯室公約等規範，在公開透明的產業環境下強化公眾參與和監督[27]。

#### 被旺中集團發函警告
2009年6月9日，旺中集團中國時報在頭版刊廣告，針對被旺中認定曾發表「汙衊」言論的「禍源」要求道歉。鄭秀玲等七名曾公開發言、投書或撰寫報導批評該集團的學者與記者陸續收到警告誹謗刑責與求償的存證信函，成為臺灣新聞傳播史上媒體意圖控告批評者的先例，引發上百名學者聯名譴責旺中。

#### 推動反媒體壟斷法
- 2013年7月，鄭秀玲與黃國昌、中研院社會所瞿海源、人文社科研究中心施俊吉等呼籲立法院各黨團信守承諾在7月臨時會完成《媒體壟斷防制與多元維護法》之立法，為健全台灣媒體產業發展與民主多元合理秩序訂下一部關鍵性法案[31]。但該法仍遭中國國民黨封殺。

### 反服貿
鄭秀玲在2013年7月28日晚上參加反黑箱服貿民主陣線舉行的「民主團結之夜」，在現場對上千名群眾以大螢幕播放講解研究分析報告「兩岸服貿協議對我國的衝擊分析 （页面存档备份，存于）」。其主要說法如下：
- 協議內容不對等，台灣對中國開放承諾，跨境提供服務沒有限制。商業據點呈現允許大陸服務提供者在臺灣以獨資、合資、合夥及設立分公司等形式設立商業據點，提供批發交易、零售交易、經銷服務。中國對台灣開放承諾，跨境交付批發服務不作承諾；零售服務除郵購外，不作承諾。對於同一臺灣服務提供者在大陸累計開設店鋪超過30家的，來自不同供應商的臺灣服務提供者的出資比例不得超過65%。經銷: 不開放。
- 兩岸不僅經濟規模不對等，讓人更擔憂的是中國國有企業的利潤和權力來自於凌駕市場競爭規則之上的特權，以及從政府獲得的補貼和其他優惠政策，這些不對等的條件和競爭，都將對我國企業造成嚴重傷害。
- 自由環境不對等，中國有各式各樣的潛規則，讓外國競爭對手無法在中國公平競爭。例如強迫我國企業進行技術轉移，將智慧財產權交給中國合夥人，中國常出現的公然仿冒、盜版等行為，以及大規模破壞環境、逃避監督，罔顧工人權益，鑽法律漏洞、逃避工安檢查，採取掠奪性訂價及傾銷等等。
- 未將國家利益置於商業利益之上，此協議完全配合中國「十二五計畫（國民經濟和社會發展第十二個五年規劃綱要）」的發展策略，沒有積極吸引中方專業人才，不僅圖利少數財團，缺乏國家整體利益考量的戰略，亦無培植新興產業的遠見，此消彼長下，相當不利於我國未來發展。
- 我法規明定中國企業投資台灣只要二十萬美元以上，即可申請二人來台，且每增加投資五十萬美元，則可申請增加一人，最多不得超過七人，限制明顯寬鬆，有許多漏洞可鑽。由於無專長限制，加以總居留期間無上限，將成變相移民管道。
- 香港和中國簽署CEPA後，專業服務人才外流到中國，香港本地增加的是低階低薪服務工作，中階經理與專業僱員的實質薪資不是倒退，就是停滯不前，且香港在CEPA後的出口愈來愈依賴中國，漸漸失去其經濟自主力。因為香港擔心中國會採取經濟報復，所以香港政府任何政策都要事先向中國北京政府請示意見，完全失去了自主權。
- 在開放之產業部分

1. 台灣銀行業只限在福建省設立異地分行，且在符合中國相關規定前提下，台灣與中國銀行業方可進行股權投資合作。所謂的符合規定也是由中國方面認定，得利者多屬財團，即使穫利多繼續投資中國，不會匯回台灣，我政府稅收增加不多。
2. 電子商務業宣稱爭取到可持股比例55% ，但只能在福建設立商業據點，且不允許其跨境提供服務，將被迫到中國設立商業據點。此外，電子商務業者通過年度檢查，將被迫自我設限與自我檢查。
3. 在旅遊業部分，於全面開放之下，中國政府操控的國營企業將夾帶雄厚資金，以「一條龍」型式來台經營，我數十萬中小企業將全數被打趴，成為此協議的受害者。
4. 面臨中國龐大資金、低成本的競爭，將對我國的整體就業市場、薪資所得帶來不利影響，衝擊遠遠大於其他國家，嚴重威脅本地的弱勢產業，如美容美髮業、汽車維修業等，進而引發倒閉潮，且也有可能透過低價傾銷等惡意競爭手法壟斷市場或造成其他本地同業倒閉，如此一來，總就業機會不會增加。
5. 淘空我國醫療體系、壓垮健保制度，可到中國獨資設立20餘家醫院，將吸走大批我醫護人員，淘空我國醫療體系，中國以合資形式來台設立醫院，資金比例沒有設限，至少可取得1/3董事席次，且允許跨境提供服務。如此一來，中國可利用台灣優秀的專業人才，為他們提供醫事訓練與服務，把台灣醫療和管理服務等核心技術帶走，去發展中國的醫療產業。
6. 重傷印刷及出版業，危害言論自由，中國業者大都可以「獨資、合資、合夥及設立分公司」，而我出版業者則是「對臺灣服務提供者在大陸設立的出版物分銷企業的最低註冊資本要求，比照大陸企業實行」，在中國印刷是需要申請「書刊准印證」，沒有該證是不得從事出版物發行活動，而在台灣則是沒有這種限制，出版業一旦被言論高度管制的中國國營企業所壟斷，的言論多元自由空間將被破壞怠盡。
7. 中國食品餐飲業服務品質低下，我消費市場將充斥黑心產品。

- 鄭秀玲於7月29日與知識界與藝文界人士就此「未充分徵詢民間意見」、「未進行衝擊評估調查」、「未事先讓國會參與監督」而引發臺灣社會軒然大波的黑箱作業發起「實踐民主審議、誠實評估衝擊、重啟服貿談判」的連署活動，要求政府必須就「到底是基於什麼理由？由誰做的決策？中間的談判經過？」等始末正式出面做完整說明，讓社會討論日後如何避免類似事件重演。[33][34]
- 10月10日，參加公民1985行動聯盟所舉辦的「天下為『公』，公民覺醒、護憲行動」，應邀向數萬國民說明黑箱服貿協議存在不符民主程序、不顧國家安全、嚴重衝擊中小企業、雙方協議內容不對等，及讓臺灣薪資惡化等五大問題，應重啟談判，並直斥「馬英九不要再騙我們了！」[35][36]

經濟部於2014年3月23日提出說帖反駁鄭秀玲,其主要說法如下
- 服貿協議於談判期間一直有與產業溝通，但基於保密，係以小型、非公開方式來徵詢業者意見，並於簽署前有向立法院進行過3次專案報告,且舉辦過多場公聽會,故非黑箱作業
- 有關立法院的審議程序，依據兩岸人民關係條例第5條規定，因服貿協議不涉及修改法律，行政院依規定將協議送立法院備查。並尊重立法院相關程序。
- 服貿協議根本沒有開放投資移民，更無永久性居留權及公民權，絕對不是有20萬美金就可以全家移民
- 服貿協議根本沒有開放就業市場，也完全不涉及大陸勞工來台的問題，事實上根據統計，開放陸資來臺投資可以增加就業機會，而非搶走本地人的工作機會。
- 談判的內容應整體考量，不是一方有開放，一方沒開放就不對等，事實上服貿協議中，中國給我國優於外商的待遇，而我國給予的64項有部分仍低於對外商開放的程度。
- 在開放之產業部分

1. 我國沒有開放第一類電信，只開放第二類電信事業特殊業務的其中3項，占電信營業額低，且是過時技術下的服務，不致影響產業，且政府對業者進出機房都有嚴格的查核管理機制，不會影響國家安全。
2. 我方沒有開放出版業，至於印刷業亦設有「投資現有事業且投資比例不超過50%」之條件，不會影響言論自由。目前社會上各界可以充分表達對於服貿協議的各種意見及批評，就是最好的明證。
3. 在美容美髮業的部分，我國早就對外資開放。且其所雇用的勞工都是本地人，也沒有對產業造成衝擊。

## 獲獎及榮譽
曾獲臺大選為教學優良教師，榮獲多項國內外研究獎勵，亦曾獲美國傅爾布萊特計畫遴選赴柏克萊加州大學擔任訪問學人。

## 言論及其它

### 媒體記錄鄭秀玲言論
- 新紀元周刊引述鄭秀玲的稱：她舉諾貝爾獎得主約瑟夫．斯蒂格利茲茨（Joseph Stiglitz）對自由貿易協議的觀點：首先，任何貿易協議必須是對等的。再者，貿易協議不應把商業利益放在國家利益之上。最後，談判過程必須透明化。[37]。
- 自由時報引述鄭秀玲的抨擊稱：馬英九政府未將國家利益放在商業利益之上，她質疑，服貿協議裡，我國對自然人、普通移民的要求很低，且條件比其他國家寬鬆，中資來台投資二十萬美元（約新台幣六百萬元）起，負責人、高級經理人、專家就能來台，停留一次三年，無限次簽證，陸海空、批發零售、電信、金融等行業都開放，「完全沒考慮國家安全」[38]。
- 大紀元時報引述鄭秀玲的評論稱：服貿爭議 鄭秀玲：政府應重啟談判，政府應透過「一產業一公聽會」方式，與各產業對話，提出相關報告之後才能進行實質審查。她建議可比照美韓當年簽署自由貿易協定（FTA），針對服貿協議不應開放的部分，和中國重新談判。[39]。
- 2012年8月15日，蘋果日報引述鄭秀玲的表示稱：為免政府虛應故事，臺大公共經濟研究中心與臺大經濟系等學界與民間團體持續進行自救活動，[40][41]。
- 2013年7月22日，鄭秀玲宣稱政府未充分徵詢民間意見、未進行產業衝擊調查、未事先讓國會參與監督，就簽訂服貿協議，不僅對臺灣經濟發展造成深遠影響，更衝擊百萬勞工生計，下戰帖要求針對該協議的「簽訂過程是否民主程序」、「簽訂內容是否對台灣有利」、「國會是否應逐條、逐項表決」及「我國政府是否應重啟談判」等四大議題，要求與行政院長江宜樺直接進行公開辯論[42]。她呼籲江宜樺不要躲在大批隨扈之後，只會利用政府自己安排的場子，進行報喜不報憂的官方制式宣傳，自我感覺良好，繼續欺騙人民。
- 2013年7月28日，蘋果日報, 反黑箱服貿 20社團上凱道 「連22K都別想」 要求立院重新談判][43]。
- 2013年7月29日，自由時報引述鄭秀玲的反擊[44]。
- 2013年7月31日，新頭殼引述鄭秀玲指稱醫生、會計師、建築師等有能力的專業技術人才都將外流被中國吸收，使臺灣面臨人才被掏空的危機[45]。
- 2013年7月31日，蘋果日報引述鄭秀玲的呼籲：請抹黑學者的馬總統親自出面與學者及公民團體代表座談，以理性對話代替媒體放話，並在公開平台上回應臺灣社會各界的質疑，清楚說明談判的決策程序及理由，交由全臺灣的公民一起評判，兩岸服貿協議的簽訂，到底是否符合民主程序？到底是否對臺灣人民有利？[46]。
- 2013年7月31日，蘋果日報引述鄭秀玲的想法稱：當她看服貿內容「簡直要昏倒」，不說出來睡不著覺[3]。
- 2013年8月2日，鄭秀玲說服貿協議若通過，中國移民一旦加入全民健康保險系統，將排擠資源，壓垮健保制度[47]。

## 作品節選

### 專書與研究
- 陳正倉; 林惠玲; 陳忠榮; 鄭秀玲.  第一版. 雙葉書廊. 2006  [2024-06-19]. ISBN 9789867433534. （原始内容存档于2024-06-19）.
- 鄭秀玲, 兩岸服貿協議對我國的衝擊分析 （页面存档备份，存于）, 2013/7/25
- 鄭秀玲等, 兩岸服貿為何需重新談判 Q&A （页面存档备份，存于）, 2013/7/30

## 選舉紀錄
| 年度 | 選舉屆數           | 選舉區                                 | 所屬政黨 | 得票數  | 得票率  | 當選標記 | 備註     |
| ---- | ------------------ | -------------------------------------- | -------- | ------- | ------- | -------- | -------- |
| 2016 | 第九屆立法委員選舉 | 全國不分區及僑居國外國民立法委員選舉區 | 時代力量 | 744,315 | 6.1059% |          | 遞補當選 |

## 外部連結
- 鄭秀玲 （页面存档备份，存于），國立臺灣大學經濟學系 （页面存档备份，存于）
- 以專業實踐幸福－鄭秀玲
- 鄭秀玲的部落格
- 2013年學術研討會 （页面存档备份，存于）, 國立臺灣大學社會科學院公共經濟研究中心